# Heinonen (sjö i Jyväskylä, Mellersta Finland, Finland)
Heinonen eller Heinänen är en sjö i Finland. Den ligger i kommunen Jyväskylä i landskapet Mellersta Finland, i den centrala delen av landet, 250 km norr om huvudstaden Helsingfors. Heinonen ligger 162 meter över havet. I omgivningarna runt Heinonen växer i huvudsak blandskog. Den är 9,7 meter djup. Arean är 27,8 hektar och strandlinjen är 2,49 kilometer lång. Sjön  ingår i Kymmene älvs huvudavrinningsområde. 